# گارذابایر
گارذابایر (Garðabær) یکی از ناحیه‌های شهری منطقه ریکیاویک بزرگ، پایتخت ایسلند است.
جمعیت آن در سال ۲۰۰۵ برابر با ۹۴۴۴ نفر بوده‌است.

## تاریخچه
در سده نوزدهم یعنی هنگامی که جزیره ایسلند مسکونی شد، در محل کنونی گارذابایر دو مزرعه به نام‌های ویفیلس‌استاذیر و اسکولاستاذیر ایجاد شد.
اولی نام خود را از ویفیل، یکی از خادمان اینگولفور آرناسون گرفته‌است.
اینگولفور آرناسون نخستین نیای ایسلندی‌ها بود که در ایسلند سکونت گزید.